# Языковы
Язы́ковы — несколько древних русских дворянских родов.
При подаче документов (23 мая 1686) для внесения рода в Бархатную книгу, была предоставлена родословная роспись Языковых.
Однородцами является род Хомяковых.

## Происхождение и история рода
Основателем рода был Енгулей-мурза Язык (в крещении Алексей). Сын его Сунгул-мурза, во святом крещении Захарий Алексеевич, стал прозываться Языковым. Его внуками были Иван, по прозвищу Мещерин, и Матвей Никитичи. У Ивана Никитича Мещерина Языкова известно четверо сыновей: Андрей (владимирская (первая и вторая), тамбовская, нижегородская и симбирская ветви), Филипп, Игнатий Хомяк (новгородская, херсонская ветви) и Афанасий (ветвь Лаптевых-Языковых, тульская, псковская ветви). У Матвея Никитича известен один сын Иван, потомки которого проживали во Владимирской и Саратовской губерниях.
Герб рода Языковых внесён в Часть 3 Общего гербовника дворянских родов Всероссийской империи, стр. 69

## Описание гербов
В Гербовнике Анисима Титовича Князева 1785 года имеется печати с гербами представителей рода Языковых:
1. Герб Александра Андреевича Языкова: в серебряном поле щита изображен воин в золотом одеянии (Святой Михаил?) с копьем поражающий чёрного дракона. В левой части щита, сверху, золотой лук с натянутой тетивой и вложенной стрелой. Щит покрыт княжеской мантией с дворянской на нём короной.
2. Герб Ивана Васильевича Языкова: в серебряном поле щита изображены накрест золотые фигуры (палка с одного конца раздвоенная, а с другого концы загнута). Щит увенчан коронованным дворянским шлемом с клейнодом на шее. Нашлемник: фигура повторяющаяся на щите от которых справа и слева ветви. Цветовая гамма намёта не определена.
3. Герб лейб-кампанца, впоследствии генерал-майора (1763), члена Военной коллегии в чине генерал-поручик (1785) Петра Григорьевича Языкова: щит разделен вертикально на две части. В левой части, в чёрном поле, золотое стропило с тремя на нём горящими гранатами. Под стропилом одна, а над стропилом две серебряные пятиугольные звезды. В левой части, в серебряном поле, чёрный дракон, над ним красный натянутый лук с красной же стрелою остриём вниз. На шлеме лейб-кампанская шапка между двух чёрных крыльев с тремя серебряными звездами на каждом. Девиз «ЗА ВЕРНОСТЬ И РЕВНОСТЬ» (диплом от 07 февраля 1747)[3]. Примечание: Пётр Языков происходил из дворян Симбирского уезда, служил с 1737 года в гвардии Преображенского полка.
4. Герб лейб-кампанца Алексея Языкова: щит разделён вертикально на две части, из которых в левой части, в чёрном поле, изображено золотое стропило с тремя на нём горящими гранатами. В левом части, в красном поле, три золотые стрелы остриями кверху. На острие каждой стрелы по серебряному месяцу рогами кверху. На шлеме лейб-кампанская шапка между двух чёрных орлиных крыльев с тремя серебряными звездами на каждом. Девиз «ЗА ВЕРНОСТЬ И РЕВНОСТЬ» (диплом от 25 ноября 1751). Примечание: Алексей языков происходил из дворян Новгородского уезда, служил в гвардии с 1729 года, пожалован из капралов гренадёрской роты Преображенского полка 31 декабря 1741 года в вице-капралы, умер в 1755 году[3].

### Геральдика
В изъяснении на герб Петра Григорьевича Языкова, подписанном в апреле 1746 года В. Е. Адодуровым, отмечалось, что эмблема левого поля щита использованы для изъявления, как от предков оного Языкова, так и от него оказанной военной службы, потому что дракон обыкновенно за гиероглифический знак бодроствования, прилежания, храбрости и осторожности и умеренности почитается.

## Ветви Ивана Никитича Мещерина-Языкова
- от Андрея Ивановича

Симбирская ветвь Языковых по версии наиболее авторитетных исследователей данного рода, И. П. Сахарова и Ю. А. Захваткина, восходит к внуку Ивана Никитича Мещерина Языкова — Карпу Андреевичу. Родоначальником данной ветви является Александр Языков, сын Фёдора Ивановича Языкова и Пелагеи Андреевны Пановой (упом. 1669—1670), праправнук Карпа Андреевича, владевшего «половиной ключей по Нижнему Новгороду» и казнённого во время Опричнины.
Александр Фёдорович Языков, жил во второй половине XVII века, ему первому из Языковых было пожаловано имение в Симбирской губернии. Вероятно, его сын Василий Александрович основал село Языково.
От представителей данной ветви происходил симбирский помещик, отставной гвардии прапорщик Михаил Петрович (1774—1836) и Екатерина Александровна, урождённая Ермолова (1777—1831), племянница героя Отечественной войны 1812 года генерала А. П. Ермолова. Их дети:
- Александра Михайловна (в зам. Валуева; 1796—1822), мать Д. А. Валуева;
- Пётр Михайлович (1798—1851) — русский геолог;
- Александр Михайлович (1799—1874) — помещик, собиратель фольклора[4];
- Николай Михайлович (1803—1846) — известный поэт;
- Екатерина Михайловна (в зам. Хомякова; 1817—1852) — хозяйка литературного салона, близкий друг Н. В. Гоголя.
- Прасковья Михайловна (в зам. Бестужева) — муж Пётр Александрович Бестужев, жили в Большой Репьёвке, их дочь Софья Петровна, была замужем за сыном героя-партизана Д. В. Давыдова — Николаем Денисовичем.

Род записан в VI часть родословной книги Симбирской губернии.
Следующие ветви рода Языковых связаны с потомством внука Ивана Никитича Мещерина Языкова — Варфоломея Андреевича:

Ветвь Моисея Григорьевича, муромского и мещерского дворянина. В 1597 был новиком Муромского уезда. За Московское осадное сидение ему было пожаловано в вотчину поместье Мещерского уезда (1620). Его сыновья владели поместьями в Шацком, Арзамасском и Алатырском уездах. 
Из позднейших представителей данной ветви Языковых наиболее известен Дмитрий Иванович (1773—1845). По определению Департамента Герольдии он был записан в III часть родословной книги Тамбовской губернии, как начавший собой особый род, по личным заслугам.
К ветви Фёдора Григорьевича, муромского помещика (с 1616), брата Моисея относится Пётр Александрович Языков (1800—1869) — генерал-лейтенант, инженер путей сообщения, директор Департамента железных дорог; род его записан в VI часть родословных книг губернии Тамбовской, Нижегородской и Владимирской.
Одна из ветвей рода Языковых, записанная по Владимирской губернии, восходит к третьему брату Моисея, Никите Григорьевичу Языкову, помещику Арзамасского уезда (упом. 1621—1623 гг.).
Известными потомками этой ветви являются:
Пётр Григорьевич (1756—1827) — генерал-майор, участник Наполеоновских войн.
Дмитрий Семёнович (1793—1856) — генерал-майор, тайный советник, начальник 4-го округа Отдельного корпуса жандармов, а затем директор Департамента внешней торговли Министерства финансов.
Александр Петрович (1802—1878) — генерал-лейтенант, директор Училища правоведения.
- от Игнатия Ивановича Хомяка Языкова

Ещё одна ветвь рода Языковых происходит от Ариста Петровича Языкова, бежецкого дворянина, родившегося в 1620 году. Он был правнуком Игнатия Ивановича Хомяка Языкова.
Потомком этой ветви был Николай Львович Языков (ум. 1817, по др. данным — в 1824 г.), главный командир Черноморского флота, военный губернатор Севастополя и Николаева. Род записан в VI часть родословных книг Новгородской и Херсонской губернии.
- от Афанасия Ивановича

К ветви брата Андрея Ивановича Языкова, Афанасия, восходят ветви московских бояр Лаптевых-Языковых. Они происходят от Ивана Афанасьевича Языкова, внука Ивана Мещерина Языкова. Иван Афанасьевич жил во второй половине XVI века и имел сына Семёна, по прозванию Лапоть, отчего потомки получили составную фамилию.
Сыновья Семёна Ивановича, Максим, Василий, Иван, Алексей, Фёдор и Пётр, были дворянами и боярами в первой половине XVII века. Максим сначала был дворянином в Бежецке, воеводой в Кашине и Муроме, а в 1640-х гг. становится московским дворянином. Василий и Иван были московскими дворянами уже во второй половине 1620-х гг. В свою очередь, Алексей и Пётр Семёновичи были поверстаны во дворяне города Белый, бывшего Смоленского княжества. В дальнейшем, Алексей тоже перебирается в Москву, а Пётр остаётся смоленским дворянином. Потомки Петра Семёновича были записаны в родословные книги Тульской и Псковской губерний.
Старший сын Максима Семёновича, Андрей Максимович, был стольником, участвовал в усмирении возмутившихся башкир (1662), а второй — Иван Максимович — боярин, в 1671 году был стольником и заседал первым судьёй в дворцовом судном приказе, в 1676 г пожалован в думные постельничие, с управлением государевой мастерской палатой; впоследствии был начальником Оружейной, золотой и серебряной палат. Со смертью царя Фёдора Алексеевича он был удалён от двора Нарышкиными и в том же 1682 году убит во время Стрелецкого бунта.
Сын его Семён Иванович — комнатный стольник и чашник царя Фёдора Алексеевича, подписавший постановление об уничтожении местничества (1682), думный дворянин (1688), участник Азовского похода (1696), член следственной комиссии по делу о стрелецком бунте (1699), генерал-провиант и генерал-провиантмейстер (1700), окольничий, в 1700—1701 годах глава Провиантского приказа. В 1698 году по поручению Петра I сопровождал в ссылку царицу Евдокию Федоровну (Лопухину), сосланную в Суздальский Покровский монастырь. 
Ветвь рода Языковых, записанная в VI часть родословных книг Тульской и Псковской губерний, ведёт начало от Владимира Языкова, торопецкого дворянина (упом.1628-1630), который вероятно был сыном Петра Семёновича Языкова и внуком Семёна Ивановича Лаптя Языкова. Его четверо сыновей — Прокофий, Степан, Дмитрий и Василий — были жалованы вотчинами за «военные доблести».

## Ветвь Матвея Никитича Языкова
Из потомства Матвея Никитича известен его правнук (вариант: внук), Василий Иванович, который был владимирским боярским сыном, сотником стрелецким (1586) и дворянином при посольстве на съезде с шведскими послами (1595).
Потомки этой ветви были помещиками во Владимирской, Нижегородской и Саратовской губерниях. Наиболее известной персоной является Василий Иванович Языков (ум. 1832), вице-адмирал Черноморского флота и командир Херсонского порта.

Так же следует упомянуть: 

Мария Несторовна, дочь Нестора Михайловича, включённая в список девиц, из которых в 1670 и в 1671 годах выбирал супругу царь Алексей Михайлович и приехавшая в Москву из Владимирского уезда из вотчины Михаила Хомякова — Языкова
Евграф Михайлович, родившийся 1744 или 1745 году, действительный тайный советник, Тамбовский Вице-губернатор 1797-1798, одновременный предводитель дворянства Владимирской губернии (1796-1799). Умер в 1810г.

Владимир Степанович, родившийся 10.02.1819 — действительный статский советник, Смоленский Вице-губернатор (1875 год), источник (Сахаров 0:123)

Дмитрий Григорьевич, родившийся в 1823 году; полковник Михайловских артиллерийских академии и училища Главного Артиллерийского управления («Общая роспись 1866—1867 и 1869 годов»), генерал-лейтенант, Инспектор пороховых заводов. Владелец имений Языково, Петровского уезда Саратовской губернии (1250 га, 166 душ на 1860 г.)

Василий Евфимович, родившийся в 1823 году; генерал-майор, Начальник Иркутского госпиталя (1877 г.), источник (Сахаров 0:83)

Михаил Дмитриевич, 01.07.1829 — до 1871, Нижегородский вице-губернатор, надворный советник Нижегородской палаты гражданского суда; член Совета по хозяйственной части Нижегородского Мариинского губернского института благородных девиц; статский советник, член Судебной палаты Московского округа (источник, Сахаров 0:148)

## Ветвь Афиногена Языкова
Ветвь Языковых, записанная в VI часть родословной книги Костромской губернии, происходит от Афиногена Языкова, жившего в середине XVII века и имевшего единственного сына Михаила Афиногеновича, стольника (1680—1692). По существующим в настоящее время родословным росписям у этой ветви нет документированной связи с потомством Енгулея-мурзы Языка, однако, без сомнения она принадлежит к описываемому роду.
Помимо описанных ветвей рода Енгулея Языка есть ещё целый ряд дворянских родов Языковых более позднего происхождения.

## Известные представители
- Языков Максим Семёнович — воевода в Бежецком-Верхе (1615—1616 и 1619), Верхотурье (1623—1624), Кашине (1626—1628), Муроме (1629—1630), Воронеже (1634—1635).
- Языков Савва Александрович — воевода в Кузнецке (1627—1629), Мценске (1646—1647).
- Языков Исай Васильевич — воевода в Суздале (1635—1636).
- Языков Михаил Фёдорович — воевода в Перемышле (1648).
- Языков Иван Семёнович — воевода в Осколе (1651), Валуйках (1658).
- Языков Иван — воевода в Самаре (1661).
- Языков Василий Васильевич — воевода в Рыбной Слободе (1679).
- Языков Павел Петрович — окольничий (1672), воевода в Саранске (1677—1681) (два раза).
- Языков Иван Андреевич — стольник, воевода в Тамбове (1680), Инсаре (1685), Терках (1690).
- Языков Фёдор Павлович Большой — стольник, воевода в Саранске (1681—1682).
- Языков Евдоким — стольник, воевода в Козлове (1681—1682)[6].
- Языков, Николай Данилович (1740—1803) — генерал-майор РИА, губернатор Новороссийской губернии.
- Языков, Александр Семёнович (1793—1856) — полковник Русской императорской армии.
- Языков (Захваткин) Алексей Алексеевич (1905—1950) — зоолог, специалист по клещам.